# 下呂市立金山病院
下呂市立金山病院（げろしりつ かなやまびょういん）は、岐阜県下呂市にある下呂市が運営する病院である。1944年（昭和19年）に旧金山町に設置された日本医療団金山病院を前身とする、全国に900以上ある国民健康保険診療施設の一つである。

## 概要
下呂市立金山病院は診療科11科・病床99床（一般50床、療養49床）を有す下呂市を代表する病院。救急指定病院として岐阜県知事により告示されている。
下呂市立金山病院の立地する飛騨南部は過疎地域自立促進特別措置法によって指定されているいわゆる過疎地域であり、他の医療機関が充実していないため本院は岐阜県立下呂温泉病院とともに地域医療を支える中核病院となっている。またへき地医療拠点病院にも指定されており、巡回医療やへき地診療所への医師派遣を通じてへき地における医療基盤維持を支援している。診療においてはガン医療、特に胃がんや大腸がんなど罹患率の高いガンにおいて標準的な治療を行うことに力を入れている。
設備面においてはMRIやマンモグラフィなどの高度医療機器を備えている。

## 沿革
- 1944年（昭和19年） - 武儀郡金山町に日本医療団金山病院が設置される。
- 1948年（昭和23年） - 日本赤十字社岐阜支部の運営となり金山赤十字病院となる。
- 1957年（昭和32年） - 金山町の要請により移管され、金山町立金山病院となる。
- 1959年（昭和34年） - 金山町国民健康保険病院となる。
- 1980年（昭和55年） - 救急指定病院として告示を受ける。
- 2004年（平成16年）3月1日 - 周辺町村との合併により下呂市立金山病院となる。
- 2012年（平成24年） 8月1日 - 金山町奥金山地内に移転開院。
- 2025年（令和7年） 3月 - 療養病床を廃止。

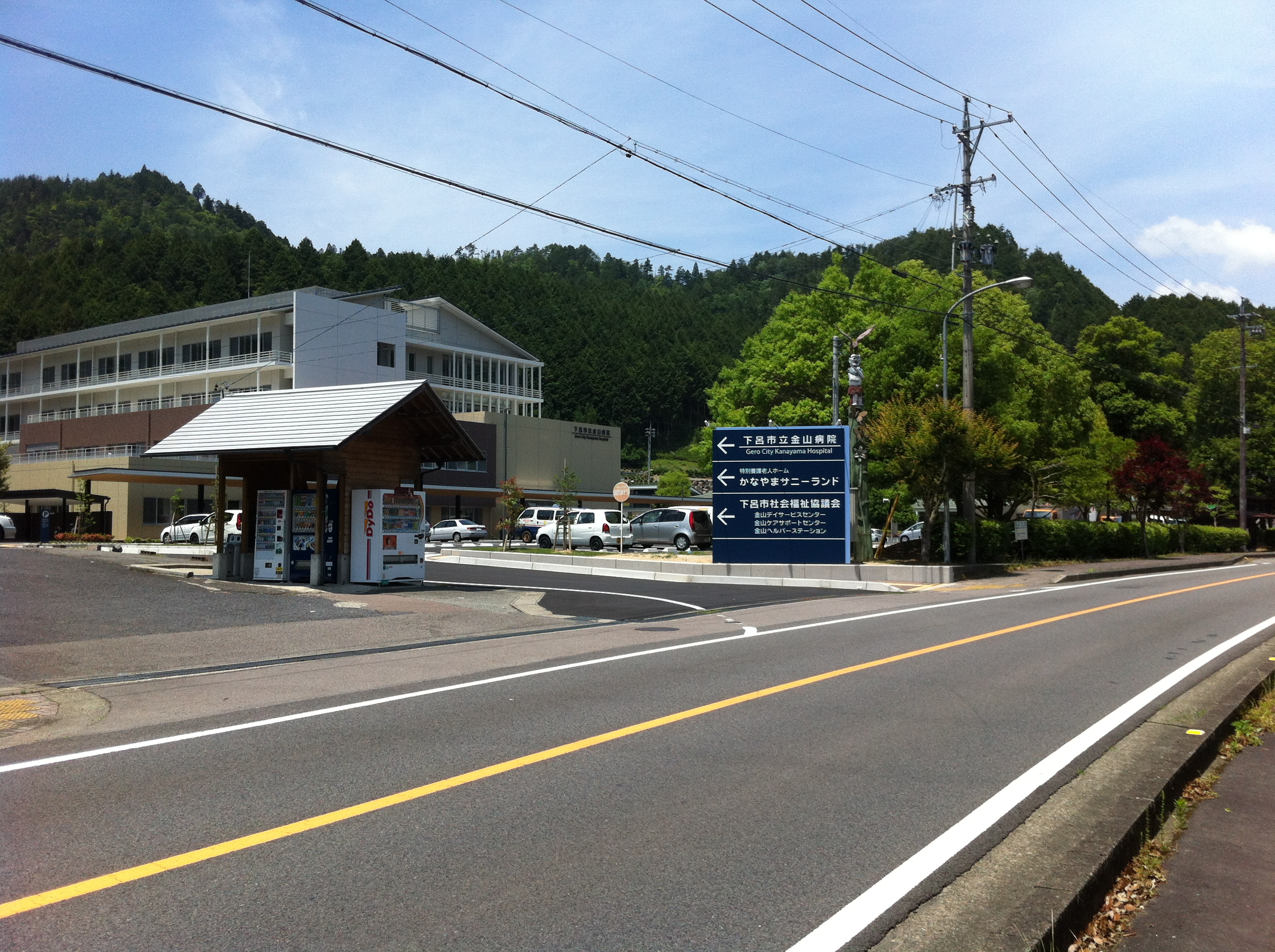
岐阜県道86号金山明宝線からの入口（2012年（平成24年）6月）

## 診療科
- 内科
- 外科
- 整形外科
- 皮膚科
- 泌尿器科（人工透析）
- 小児科
- 耳鼻咽喉科
- 歯科
- 麻酔科
- 歯科口腔外科
- リハビリテーション科[1]

## 専門外来
- 禁煙外来
- 乳腺外科外来
- 循環器専門外来

## 交通機関
- JR高山本線 飛騨金山駅下車、徒歩で約15分。
- デマンド金山・市街地循環線／北まわり「金山病院前」バス停下車。
- 国道41号下妙見交差点より岐阜県道86号金山明宝線に入り郡上市方面へ向かい車で約5分。